# خاردان دو (كوه بنج)
خاردان دو (بالفارسية: خاردان 2) هي مستوطنة تقع في إيران في البلدة المركزية. يقدر عدد سكانها بـ 29 نسمة بحسب إحصاء 2016.